# Agustín Cotorruelo
Agustín Cotorruelo Sendagorta (Plentzia, 13 agosto 1925 – Madrid, 6 febbraio 1989) è stato un economista, politico e dirigente sportivo spagnolo, noto per essere stato il 25º presidente dell'Atlético Madrid, nel 1982.

## Biografia
Agustín Cotorruelo è nato a Plentzia, nei Paesi Baschi, e si è laureato in diritto all'Università di Valladolid e in economia in quella di Deusto. È stato inoltre dottore in scienze politiche presso l'Università Complutense di Madrid e ha conseguito un master in economia all'Università di Georgetown a Washington.
È stato professore universitario Politica Economica a Bilbao e Madrid, Decano della Facoltà di Scienze Economiche e Imprenditoriali dell'Universidad Complutense de Madrid. Gli furono concesse varie decorazioni tra cui: gran croce dell'Ordine di Carlo III, gran croce all'Ordine al merito civile e la gran croce all'Ordine al merito agricolo.

### Carriera politica
Negli anni '60 fu capo della Oficina de Coordinación y Programación Económica della Presidenza del Governo. Nel 1962 fu nominato sottocommissario al Piano di Sviluppo, coordinando la programmazione del settore agricolo e dei servizi.
Nel 1969 fu nominato presidente del Fondo de Ordenación y Regulación de Precios y de Productos Agrarios.
Il 9 giugno 1973, quando Luis Carrero Blanco fu nominato Presidente del Governo fu incorporato come Ministro del Commercio. L'assassinio di Carrero Blanco e la successiva nomina di Carlos Arias Navarro, il 3 gennaio 1974, comportarono il sollevamento del suo incarico.

### Presidente dell'Atlético Madrid
La famiglia di Cotorruelo è stata una delle prime ad essere socia del club, tant'è che il padre e gli zii di Agustín sono stati i soci numero uno, due e tre. Agustín Cotorruelo era il socio numero 1405.
Fece parte del Consigli di Amministrazione che diresse il club nel 1980 in seguito alle dimissioni di Vicente Calderón. Nel 1982, in seguito alle dimissioni di Alfonso Cabeza, assunse la presidenza del club Antonio del Hoyo, che però abbandonò presto il posto in favore di Agustín Cotorruelo, che mantenne l'incarico per tre mesi, nei quali organizzò il ritorno di Calderón, che si concretizzò il 23 luglio dello stesso anno.
Nelle elezioni che fecero seguito alla morte di Calderón, Cotorruelo presentò la sua candidatura ma terminò terzo alle spalle di Jesús Gil ed Enrique Sánchez de León.